# Урма (Крымский район)
Урма — хутор в Крымском районе Краснодарского края.
Входит в состав Киевского сельского поселения.

## География
Хутор находится на берегу реки Кубань.

## Население
| 1999 | 2002 | 2010 |
| ---- | ---- | ---- |
| 80   | ↘62  | ↗72  |